# Phyllodonta
Phyllodonta är ett släkte av fjärilar. Phyllodonta ingår i familjen mätare.

## Bildgalleri

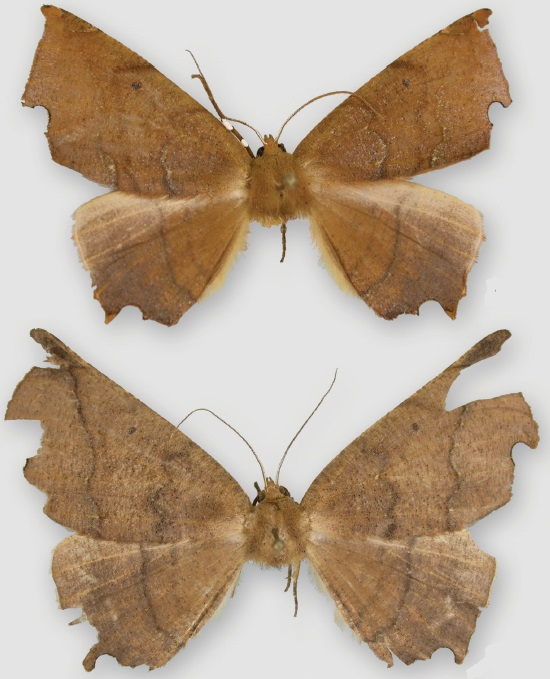
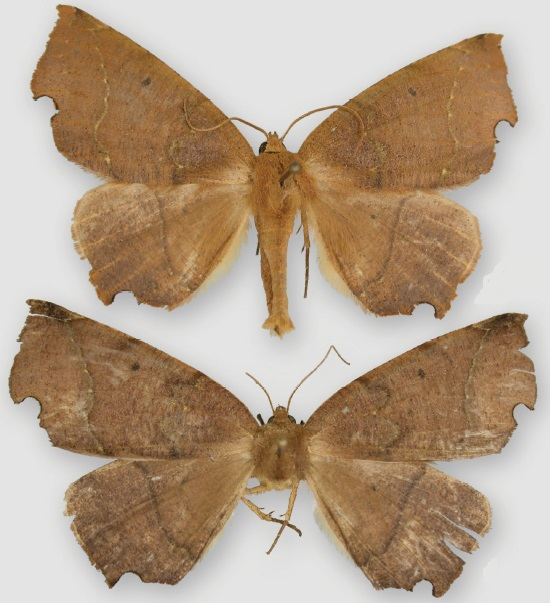

## Dottertaxa tillPhyllodonta, i alfabetisk ordning[1]
- Phyllodonta anca
- Phyllodonta angulo
- Phyllodonta angulosa
- Phyllodonta antonia
- Phyllodonta caninata
- Phyllodonta canitata
- Phyllodonta canniata
- Phyllodonta cataphracta
- Phyllodonta decisaria
- Phyllodonta druciata
- Phyllodonta emerita
- Phyllodonta flabellaria
- Phyllodonta flexilinea
- Phyllodonta furcata
- Phyllodonta indeterminata
- Phyllodonta inexcisa
- Phyllodonta informis
- Phyllodonta latrata
- Phyllodonta matalia
- Phyllodonta muscilinea
- Phyllodonta nolckeniata
- Phyllodonta obscura
- Phyllodonta peccataria
- Phyllodonta pseudonyma
- Phyllodonta puritana
- Phyllodonta quadruncata
- Phyllodonta sarukhani
- Phyllodonta semicava
- Phyllodonta snelleni
- Phyllodonta songara
- Phyllodonta succedens
- Phyllodonta timareta
- Phyllodonta ustanalis
- Phyllodonta vivida